# 小西増太郎
小西 増太郎（こにし ますたろう、1862年5月2日（文久2年4月4日）- 1940年（昭和15年）2月10日）は、日本のロシア研究者、翻訳家。

## 経歴
備前国（岡山県）出身。小西行長の流れをくむ家の出。ニコライ神学校卒。1886年（明治19年）西徳二郎に随行してロシアのキエフ神学大学に学び、のちモスクワ神学大学でグロート教授に心理学を学び、その紹介でトルストイと共同で「老子」のロシア語訳をおこなう。モスクワでは下宿がスターリンの隣室で親交があった。
1893年（明治26年）帰国し、ニコライ神学校の教授。1895年（明治28年）尾崎紅葉と共同でトルストイの「クロイツェル・ソナタ」を「名曲クレーツエロワ」として訳し、『国民之友』に連載した。のち京都帝国大学などでロシア語を教えた。墓所は多磨霊園。

## 親族
長男は野球選手の小西得郎、次男の小西弓次郎は、倉田百三の妹・艶子と結婚した。

## 著書
- 『実歴露国一班』（警醒社） 1896
- 『露国文法大意』（北海露語学校） 1897
- 『聖地パレスチナ』（警醒社書店） 1913
- 『トルストイを語る』（岩波書店） 1936
  - 『トルストイを語る いかに生きるか』（太田健一監修、万葉舎） 2010

## 翻訳
- 『トルストイ宗教小説集』（警醒社書店） 1913
- 『生きる道』（レフ・トルストーイ、章華社） 1936
- 『幸福への道』（トルストイ、章華社） 1936

### ロシア語訳
- 『老子 トルストイ版』（ロシア語訳、加藤智恵子, 有宗昌子共訳、ドニエプル出版） 2012